# Ammophila strumosa
Ammophila strumosa är en biart som beskrevs av Kohl 1906. Ammophila strumosa ingår i släktet Ammophila och familjen grävsteklar. Inga underarter finns listade i Catalogue of Life.